# Lyrkio (Arkadien)
Der Lyrkio (griechisch Λύρκειο) ist ein Berg auf der Peloponnes. Er befindet sich auf der Grenze der Regionalbezirke Argolis und Arkadien. Nördlich schließt er an den Berg Trachy (gr. Τραχύ) an, im Westen geht er in das Hochland von Mandinia über. Im Osten liegt der Berg Artemisio (gr. Αρτεμίσιο). Der Lyrkio ist Teil des weitreichenden Gebirgszuges, der sich vom Golf von Korinth bis zum Argolischen Golf durch die Peloponnes zieht. Er verbindet die Gebirge Kyllini, Oligyrtos, Artemisio und Trachy.
Der höchste Gipfel ist der Goupata (gr. Γούπατα) mit 1755 m. Der östlichste Teil des Berges wird auch Armenia (gr. Αρμενιά) genannt. Dörfer an den Flanken des Berges sind Kefalovryso (gr. Κεφαλόβρυσο) und Frousiouna (gr. Φρουσιούνα).
Wegen des Bestands der seltenen Maskengrasmücke bildet der Lyrkio zusammen mit Gebieten im benachbarten Artemisio eines der 196 Bedeutenden Gebiete für Vögel in Griechenland (gr. σημαντικές περιοχές για πουλιά της Ελλάδας (ΣΠΠΕ)).